# Състезания с туристически автомобили
Състезанията с туристически автомобили са състезания в които се използва купето на сериен автомобил, като в много от категориите се използва и двигател произхождащ от сериен модел.
Този тип състезания дава възможност на автомобилните производители да изправят един срещу друг серийните си модели, а не специални модели които външно нямат нищо общо със серийните модели. Качеството на пилотите е много високо и мнозинството сериозни заплати, а доста и 7 цифрени заплати.

## Световен шампионат за Туристически Автомобили(WTCC)
Единствения шампионат със статус световен е Световния шампионат за Туристически Автомобили(WTCC). В него се използват автомобили отговарящи на изискванията на ФИА за клас Супер 2000(същите които се използват и в рали), при тях е задължително да се използва купето на серийния автомобил наред с много други компоненти, а композитните материали са забранени почти навсякъде. Двигателите трябва да са 2.0 литрови, бензинови или турбо-дизел, като и при двата варианта има ограничение за размера на въздушния рестриктор и турбото. Мощността е около 280-295 к.с., която се предава или на предните или задните колела. Някои от най-големите автомобилни производители участват, затова и много бивши Ф1 пилоти си оспорват титлата в WTCC.
Тези състезания са много оспорвани, и контакта между колите е често срещан, което дава и чара на този тип състезания. Състезанията по С2000 правилата са много популярни в Европа и обикновено се предават пряко по ТВ каналите, като освен WTCC има местни шампионати в почти всички Западно Европейски държави. Най-престижния от местните шампионати е Британския – BTCC, който събира много публика с невероятно оспорваните си 3 състезания на уикенд.

## Дойче Туренваген Мастърс – DTM
ДТМ или Дойче Туренваген Мастърс(известен още като Майстаршафт) е най-високо професионалния шампионат за туристически автомобили в света. Това са специални прототипи които само външно имат прилика със серийните автомобили. Подобно на автомобилите от Ф1, те са изцяло от екзотични композитни материали. Двигателите са 4.0 л. с мощност от около 480 к.с. Заради ефикасната аеродинамика и технологии, това са и най-бързите туристически автомобили. Времената им за обиколка са сравними с тези на Формула 3.
Този шампионат е изключително популярен в Германия където често се събират по над 100 хил. души на състезанията. В последните години единствено Мерцедес и Ауди участват, но въпреки това конкуренцията е убийствена! Пилоти като Мика Хакинен, Жан Алези, Хайнц-Харалд Френцен и Кристиян Алберс не можаха да спечелят шампионата. Качеството на пилотите е изключително високо, микс от легендарни професионалисти и някои от най-големите млади таланти оспорват титлата която за 2007 година принадлежи на Матиас Екстрьом, който победи и Михаел Шумахер за да стане Шампион на шампионите.

## V8 Суперкарс
V8 Суперкарс е най-популярната форма моторен спорт в Австралия и Нова Зеландия. В този шампионат участват единствено Форд и Холден(собственост на Дженерал Мотърс), за разлика от ДТМ тук се използват серийните купета на серийните модели, които естествено са подготвени за състезания и отговарят на изискванията за сигурност. Това са най-мощните туристически коли, използват 6.0 литрови V8 двигатели с мощност от близо 600 к.с. Това е най-оспорвания професионален пистов шампионат на планетата, често около 30 пилота се събират само в 1 секунда, а състезанията и шампионата са максимално непредсказуеми. Най-престижното състезание от шампионата e 1000 километра на Батхърст, това е писта която е по склоновете на планински хълм и предлага едни от най-трудните завой в цял свят. В това състезание се включват пилоти от цял свят, като е задължително екипажа на дадена кола да бъде от минимум 2-ма пилота.
V8 Суперкарс имат изградена структура от поддържащи шампионати в които пилоти и отбори да се подготвят за големия шампионат, също като НАСКАР.